# Долни Столив
Долни Столив (на сръбски: Доњи Столив) е село в Черна гора, разположено в община Котор. Населението му според преброяването през 2011 г. е 348 души.

## Население
Численост на населението според преброяванията през годините:
- 1948 – 232 души
- 1953 – 256 души
- 1961 – 289 души
- 1971 – 340 души
- 1981 – 354 души
- 1991 – 330 души
- 2003 – 336 души
- 2011 – 348 души